# Chris Dreja
Christopher Walenty Dreja (Heston, 11 de novembro de 1945) foi o guitarrista e, mais tarde, baixista (devido a entrada de Jimmy Page), mais conhecido por sua passagem como membro original da banda The Yardbirds, durante os anos 60. Ao lado de Keith Relf e Jim McCarty, foi um dos únicos membros originais da banda a permanecerem até o final de sua primeira fase com o então, atual guitarrista, o lendário Jimmy Page que foi o "membro final" da banda, com o desligamento de Keith e McCarty, Jimmy Page assumiu o nome da banda e formou o The New Yardbirds, ainda com Chris Deja no baixo, que logo se retirou também, para seguir sua carreira de fotógrafo, voltaria futuramente para a banda em sua nova fase, onde permanece até os dias atuais.